# Pfarrkirche Schiedlberg

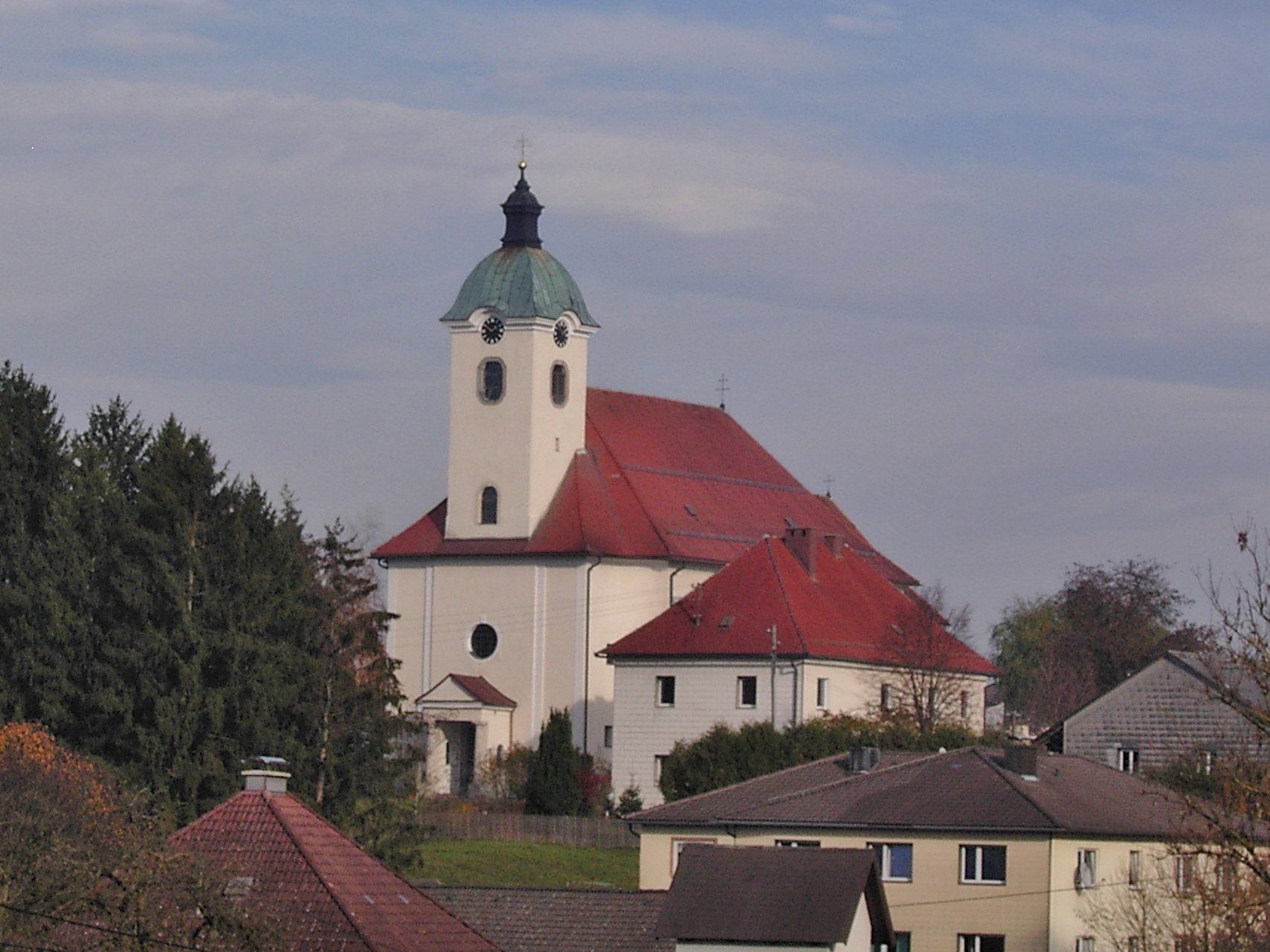
Pfarrkirche Mariä Verkündigung in Schiedlberg

Die Pfarrkirche Schiedlberg steht im Ort Schiedlberg in der Gemeinde Schiedlberg in Oberösterreich. Die römisch-katholische Pfarrkirche Mariä Verkündigung gehört zum Dekanat Steyrtal in der Diözese Linz. Die Kirche steht unter Denkmalschutz.

## Geschichte
Die Pfarre ist eine Einrichtung des Josephinismus und wurde 1786 auf Anweisung von Joseph II. errichtet. Bis dahin hatte die Gegend hauptsächlich zur alten Pfarre Sierning gehört, die dem Bistum Passau unterstand. Ihr Name war – wie der der politischen Gemeinde – bis 1947 Than[n]stetten. Anfangs wurde eine kleine Holzkapelle genutzt.
Ihr Pfarrsprengel umfasste die 1805 neu gestalteten Ortschaften Thanstetten und Schiedlberg (ohne Enzelsdorf), heute gehören auch Teile der Gemeinden Piberbach und St. Marien dazu.
Die Kirche wurde von 1786 bis 1790 erbaut, parallel auch das Pfarrhaus, das bis 1887 auch als Schule diente. Die Mittel kamen aus dem Religionsfonds, von den hierortigen Herrschaften (Dominien) und von der Pfarrgemeinde. Vogtei hatte anfangs die Herrschaft Sierning inne.
Seit 2004 gehört die Pfarre zum Seelsorgeraum Steyr-West, Pfarradministrator ist der Pfarrer von Sierning, vor Ort ist ein ehrenamtliches Seelsorgeteam tätig.

## Architektur
Der nüchterne klassizistische Kirchenbau hat ein einschiffiges dreijochiges Langhaus mit einem Flachhängekuppelgewölbe und einen eingezogenen rechteckigen Chor mit einem Segmentbogenschluss und einer hinter dem Chor anschließendem Sakristeianbau. Die Westempore ist dreiachsig. Der eingestellte Westturm hat eine Haube. Das West- und Südportal ist klassizistisch.

## Ausstattung
Der Hochaltar mit Statuen im Stil des Rokoko mit einem Altarbild vom Maler Franz Xaver Gürtler (1777) wurde 1839 aus der aufgelassenen Cölestinerinnen-Kirche Steyr hierher übertragen. Die einfacheren Seitenaltäre sind aus der ersten Hälfte des 19. Jahrhunderts. Die Kanzel ist aus 1804. Die barocke Figur Maria Immaculata im Langhaus ist aus dem ersten Viertel des 18. Jahrhunderts. Die Ampel für das Ewige Licht ist aus 1839.